# Dune - Il destino dell'universo
Dune - Il destino dell'universo (Frank Herbert's Dune) è una miniserie del 2000 divisa in tre parti e prodotta per la TV via cavo statunitense Sci-Fi Channel, della durata complessiva di 273 minuti. È tratta da uno dei più famosi romanzi di fantascienza, Dune, scritto da Frank Herbert nel 1965. Dal libro era già stato tratto nel 1984 il film Dune di David Lynch, rispetto al quale la miniserie ha una durata nettamente superiore.
Di Dune - Il destino dell'universo è stato girato un seguito, la miniserie I figli di Dune del 2003.

## Trama
La storia è divisa in tre parti: Dune, Muad'dib, Il profeta.
1. Dune. Nella prima parte uno dei protagonisti è il Duca Leto Atreides, interpretato da William Hurt. La casata Atreides si trasferisce dal pianeta Caladan per prendere possesso del pianeta Arrakis, ma in tal modo cade in una trappola ordita dall'imperatore stesso e dagli Harkonnen, i nemici giurati degli Atreides.
2. Muad'dib. Nella seconda parte vediamo il protagonista Paul Atreides nei panni di Muad'dib, accolto assieme alla madre Lady Jessica dal misterioso e affascinante popolo dei Fremen, comandati da Stilgar, un forte e saggio guerriero che addestrerà il protagonista alla difficile e spietata vita del deserto. Nelle profonde caverne scopriamo assieme a Paul i segreti dei Fremen e del loro sogno planetario.
3. Il profeta. La terza parte è incentrata sulla bellicosa riconquista di Dune-Arrakis attraverso il jihād comandato da Paul Muad'dib, il quale, grazie alla pericolosa Spezia, ha nel frattempo sviluppato i suoi poteri latenti, diventando il Kwisatz Haderach, l'essere supremo, vertice di un programma genetico segreto della Sorellanza delle Bene Gesserit.

## Produzione

### Sceneggiatura
Il regista e sceneggiatore John Harrison ha dichiarato l'intento di mantenere la massima somiglianza con il libro, richiamandosi direttamente al romanzo originale, tuttavia questa produzione si avvicina molto a una sorta di remake del film Dune di David Lynch del 1984, di cui sembra riprendere varie scene e dialoghi.
I monologhi interiori, caratteristica importante nel libro, non sono stati resi come voce fuori campo, ma tradotti nei dialoghi, a differenza dalla versione di Lynch.

### Personaggi e cast
Alec Newman interpreta la complessa figura di Paul Atreides, il protagonista, che subisce nel corso della storia una profonda evoluzione: da giovane e irruente rampollo di nobile lignaggio a maturo condottiero e a mistico guerriero eletto.
Rispetto alla prima versione di Lynch è dato maggiore risalto a numerose figure: Stilgar, capo dei Fremen, Irulan, la figlia dell'imperatore, l'imperatore stesso Shaddam IV, il dottor Kynes, planetologo imperiale diventato in realtà una guida per i Fremen. Solo il personaggio di Thufir Hawat (il mentat - computer umano degli Atreides) ha un ruolo di sfondo.

### Fotografia
Le scene sono state girate per la maggior parte a Praga all'interno di studios insonorizzati.
La fotografia è stata curata dal pluripremiato Vittorio Storaro, che utilizzò la luce e i colori in senso fortemente espressivo: la luce muta all'improvviso sui volti dei protagonisti, i forti colori sottolineano o contrappongono i vari momenti del film e i diversi personaggi (rosso vivo per i sanguinari e violenti Harkonnen, blu per gli Atreides, verde per i Fremen).

### Scenografie
Le scenografie vennero realizzate da Miljen Krjakovic. Venne compiuta la scelta - sostenuta da Storaro - di usare una tecnica tradizionale come enormi gigantografie (75x10 metri) per il deserto invece di sfondi completamente virtuali. Numerose altre scene con i paesaggi del pianeta, i mezzi volanti (ornitotteri) e i vermi delle sabbie sono stati invece realizzate con la grafica computerizzata.

### Costumi
I costumi, firmati da Theodor Pištěk (Oscar per il film Amadeus), appaiono ispirati ai disegni di Moebius, autore francese di fumetti che, in effetti, disegnò anni prima lo storyboard per una produzione mai realizzata del film con Alejandro Jodorowsky.

## Seguito
Di questa miniserie per la TV è stato girato un seguito, I figli di Dune (2003), sempre tratto dalla saga di Herbert, cambiando parte del cast ad eccezione del protagonista Alec Newman e di alcuni personaggi, quali Chani, Irulan, Gurney Halleck e il Barone Harkonnen.